# Antecaridina lauensis
Antecaridina lauensis is een garnalensoort uit de familie van de Atyidae. De wetenschappelijke naam van de soort is voor het eerst geldig gepubliceerd in 1935 door Edmondson.